# Tindaria miniscula
Tindaria miniscula — вид двостулкових молюсків родини Tindariidae. Це морський демерсальний вид, що мешкає на півночі Атлантики біля берегів Великої Британії на глибині 1200-4300 м. Це дрібний вид, мушля завдовжки лише 2,5 мм та завтовшки 1,8 мм.